# English League
La English League fu una lega inglese di hockey su ghiaccio.
Fondata nel 1931, operò fino al 1936, quando fu smantellata. La maggioranza delle sue squadre la lasciò per fondare la English National League nel 1935. La lega fu rifondata nel 1988 prima di chiudere definitivamente nel 1997.

## Campioni
- 1931-32 Oxford University
- 1932-33 Oxford University
- 1933-34 Grosvenor House Canadians
- 1934-35 Streatham
- 1935-36 Birmingham Maple Leafs
- 1988-89 Humberside Seahawks
- 1989-90 Bracknell Bees
- 1990-91 Oxford City Stars
- 1991-92 Medway Bears
- 1992-93 Solihull Barons
- 1993-94 Wightlink Raiders
- 1994-95 Wightlink Raiders
- 1995-96 Wightlink Raiders
- 1996-97 Wightlink Raiders